# Carl Gustav Kämmerer
Carl Gustav Kämmerer (* 2. Juli 1833 in Dessau; † 20. November 1888 ebenda) war ein deutscher Seifensieder und Unternehmer in der Seifenfabrik C. G. Kämmerer in Dessau.

## Leben
Kämmerer trat früh in den väterlichen Betrieb ein und wurde wie sein Vater Seifensieder-Meister. Nach Erfindungen in Frankreich und Belgien fertigte die Seifensiederei Fettseifen. Dies führte zur Produktion von Toilettseifen mit verschiedenen Duftnoten. Nachdem die Räume in der alten Seifensiederei zu eng wurden, baute Kämmerer im Jahr 1866 am Rande von Dessau eine neue Fabrik. In den folgenden Jahren waren in der Seifenfabrik bis zu 80 Menschen beschäftigt. Im Jahr 1868 waren neben Carl Gustav Kämmerer auch seine Brüder Eduard, Julius und Ernst in der Unternehmensleitung tätig, wobei Franz in den alten Räumen einen Laden einrichtete und die Produkte der Seifenfabrik verkaufte.
Kämmerer wurde Hoflieferant des Fürsten von Anhalt. Als Kommissionsrat wurde er in den Stadtrat berufen. Im Jahr 1888 starb Carl Gustav Kämmerer überraschend. Als auch Julius Kämmerer im Jahr 1891 starb, übernahm der Bruder Eduard die Leitung.

## Familie

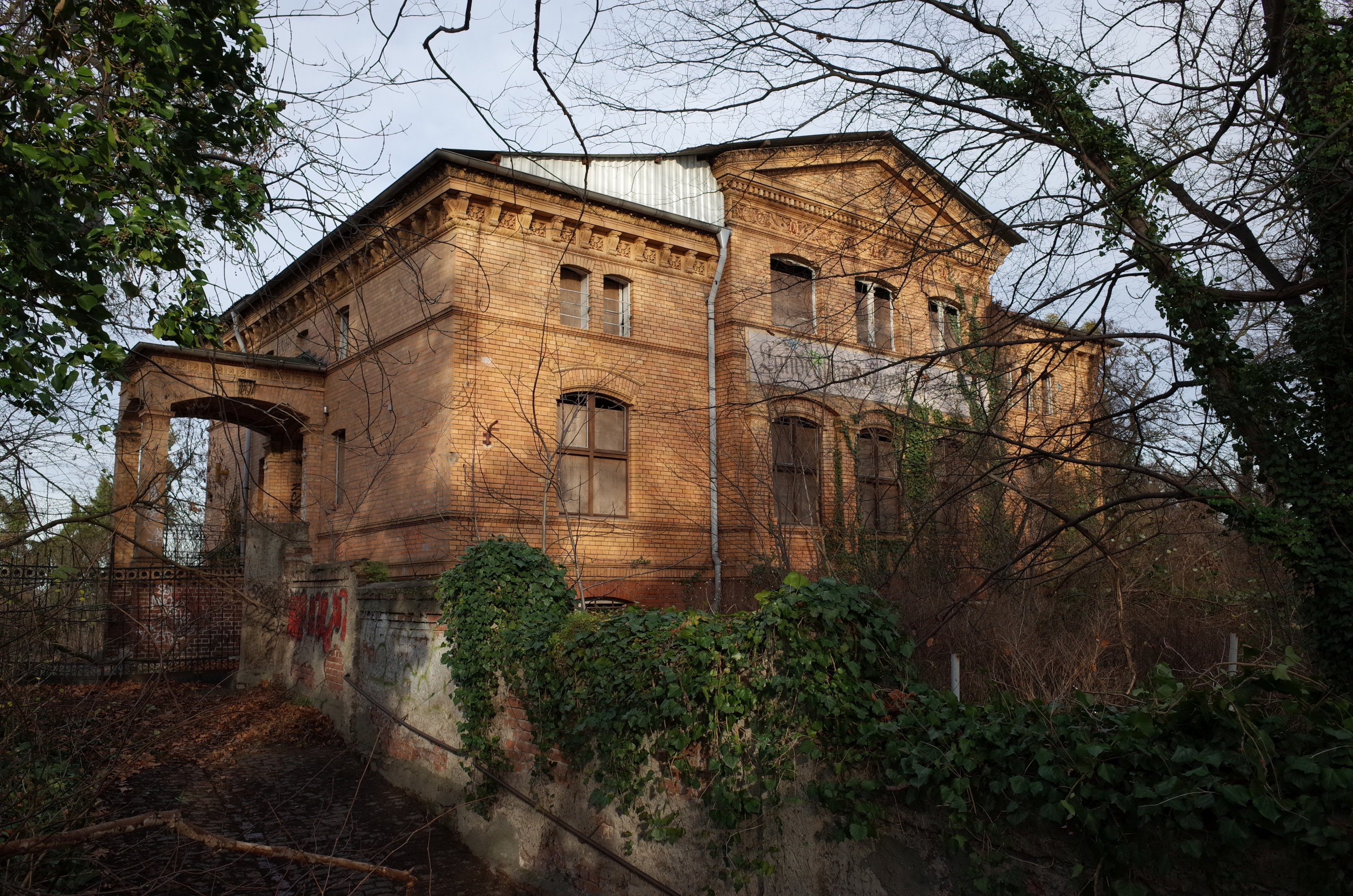
Villa Kämmerer, Am Tivoli 1 in Dessau

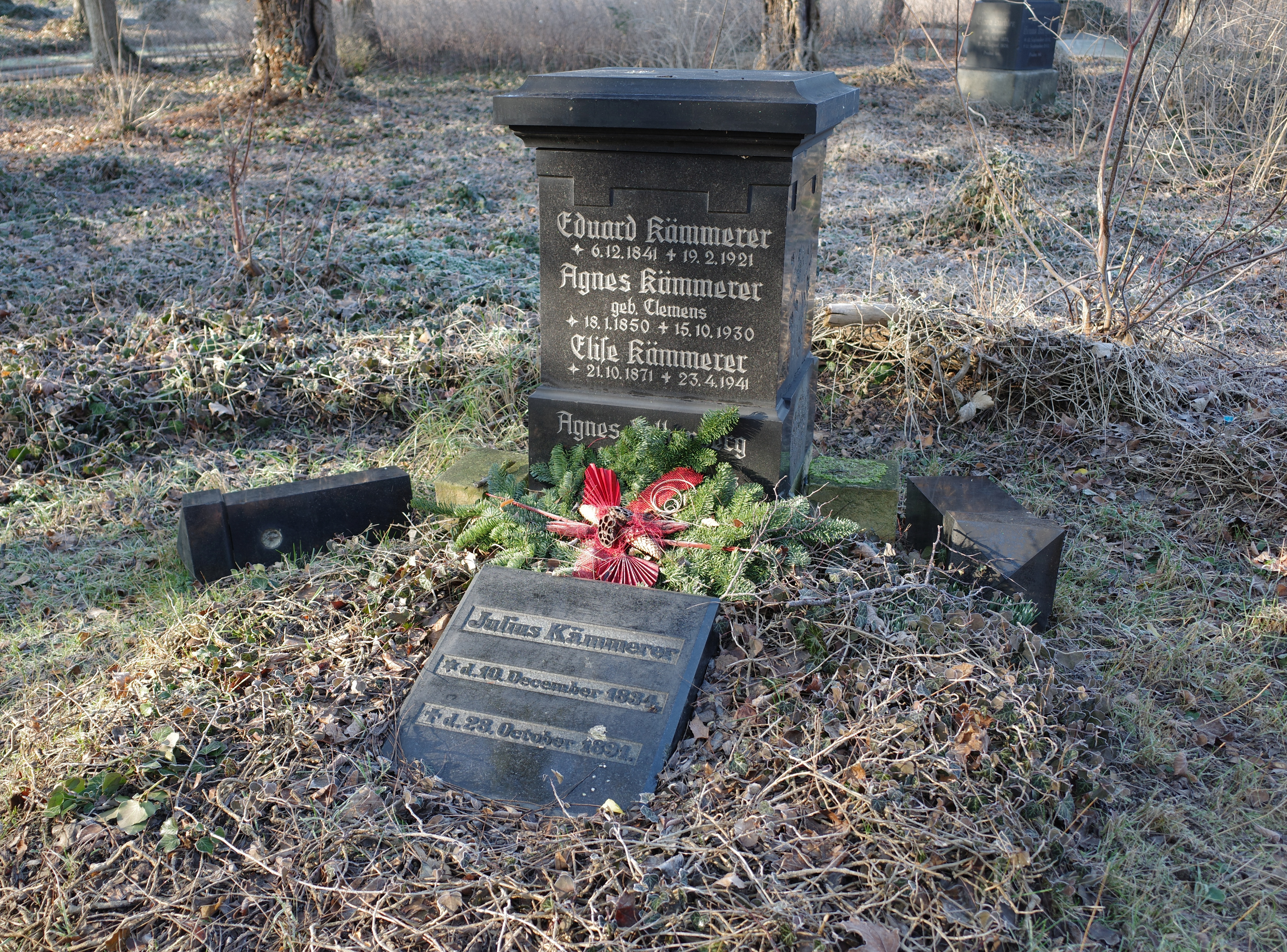
Grab der Familie Kämmerer in Dessau

Carl Gustav Kämmerer war der älteste Sohn von Christian Gottlieb Kämmerer und dessen Ehefrau Wilhelmine Kämmerer (verwitwete Huth, geborene Jasper). Er heiratete 1867 Emma Hahne, eine Schwester des Papierfabrikanten Carl Hahne. Mit ihr hatte er sieben Kinder, von denen das älteste nur zwei Tage alt wurde. Die Tochter Christiane (* 22. Juni 1870) heiratete den Ingenieur und Unternehmer Otto Polysius.
Die ehemalige Villa der Familie Kämmerer, die 1873 erbaute „Villa vom Tivoli“ in Dessau, steht unter Denkmalschutz.